# Transalpina (DN67C)
Transalpina ali DN67C je 148 km dolga državna cesta v skupini gorovja Parâng, Južni Karpati v Romuniji, je ena najvišjih cest v Karpatih. Povezuje naselji Novaci, južno od gorovja Parâng in Sebeș na severu. Je najvišja cesta v Romuniji in doseže najvišjo točko na prelazu Urdele (2145 m). Transalpina prečka štiri okrožja – Gorj, Vâlcea, Sibiu, Alba – in prečka gorovje Parâng od juga proti severu. Najvišja nadmorska višina je dosežena v okrožju Vâlcea, na v bližini vrhov Dengheru (2084 m), Păpușa (2136 m), Urdele (2228 m), Iezer (2157 m) in Muntinu (2062 m).
Transalpina je latinsko ime, ki se uporablja v starih latinskih besedilih kot Țara Românească, kar pomeni »dežela onstran gora«.
Ker je visokogorska cesta, je pozimi zaprta, odprta je od sredine maja do sredine oktobra (odvisno od vremena) in samo podnevi (08:00-20:00).

## Zgodovina
Začetki nastanka te ceste so nejasni. Nekateri viri trdijo, da so jo najprej zgradile rimske legije med vojnami z Dačani, zato je na zgodovinskih zemljevidih navedena kot »rimski strateški koridor IV«.
Lokalna legenda pravi, da je ob koncu 18. in začetku 19. stoletja vsaka družina sodelovala pri gradnji dela te ceste, odvisno od fizičnih in finančnih možnosti.
Po drugih virih so cesto iz vojaških razlogov obnovili in tlakovali Nemci med prvo svetovno vojno, vendar je bila zelo malo uporabljena.
Gotovo je, da je bila ta pot, znana kot Poteca Dracului (Hudičeva pot), prvotno planinska pot, ki so jo uporabljali nomadski pastirji iz območja Mărginimea Sibiului v južni Transilvaniji za prečkanje gora s čredami ovac v Țara Românească (Vlaška).
Constantin C. Giurescu (1901-1977), romunski zgodovinar, v svojem delu Istoria Olteniei supt austriaci (1718-1739) piše, da so avstrijske oblasti že leta 1731 predlagale izgradnjo transkarpatske ceste na poti stare trase transhumance, ki je povezovala Transilvanijo z Oltenijo.
Glede na nauk prve svetovne vojne je kralj Karel II. Romunski (vladal 1930-1940) želel, da bi romunske kopenske sile imele strateško cesto za gorsko artilerijo, ki bi jo vlekli konji, po kateri bi lahko hodile čete, ki se gibale med Vlaško in Transilvanijo. Da bi vzpostavil traso za cesto, se je premier Gheorghe Tătărescu podal na goro iz Novacev do Lotruja, v spremstvu 20 konjenikov iz Novacev in pod vodstvom učitelja Iona D. Giurgiulana. Po tem je Tătărăscu slovesno odprl cestna dela na planoti Novaciului. Dela so potekala med letoma 1934-1939. Kralj Karel II. se je udeležil otvoritve ceste leta 1939, v spremstvu bodočega kralja Mihaela I., pa tudi Tătărăscuja in njegove žene Arethije. Celotno cesto so prevozili s terenskim vozilom. Po inavguraciji je bila cesta znana kot Drumul Regal (Kraljevska cesta) ali Drumul Regelui (Kraljeva cesta), ki je nadomestilo priljubljeno ime Poteca Dracului (Hudičeva pot).
Med drugo svetovno vojno je bila cesta ponovno sanirana, saj so Nemci potrebovali dostop do te ceste iz vojaških razlogov. Po tem, več kot 70 let, cesta skoraj ni bila vzdrževana.
Zgodba pravi tudi, da je Nicolae Ceaușescu dal zgraditi cesto Transfăgărășan (DN7C) v času komunističnega režima samo zato, da bi presegel Transalpino.
V letih 2008-2009 so se začela dela na izboljšavah, da bi to spektakularno cesto spremenili v sodobno cesto z dvema prometnima pasovoma; za visoko ceno 385 milijonov EUR je delo dobila Nelu Iordache Romstrade, večino celotnega dela in denarja (67 %) je dobilo to podjetje. Za porabo tako velikega zneska (2,6 milijona na km) ni bilo ekonomske ali prometne utemeljitve, saj je uporaba ceste zaradi višinskega vremena omejena (največ 6 mesecev na leto) in je že obstajala državna cesta DN7A čez območje, ki bi jo bilo mogoče uporabljati 12 mesecev na leto (DN7A je na nižji nadmorski višini na osi JV-SZ), in je za izboljšanje potrebovala le 10 % zneska, porabljenega denarja za Transalpino. Obstajajo tudi dokazi o korupciji, eno od vpletenih imen je tedanji minister za promet in poznejši premier Ludovic Orban, in Varujan Vosganian, med mnogimi drugimi.
Od 15. avgusta 2015 ob 7. uri je bila Transalpina (DN67C) sicer uradno odprta za cestni promet in na delu med naseljema Rânca in Obârșia Lotrului, pravni režim ceste pa je še naprej »Cesta v gradnji«, po kateri se vozi le podnevi, v režimu gradbišča. Romunsko državno podjetje za avtoceste in državne ceste je sporočilo, da je bil v soboto, 11. junija 2016, ponovno odprt cestni promet na DN 67C, na cestnem sektorju med km 34 + 500 - km 59 + 800, tj. Transalpina. Dostop na tem odseku je dovoljen le med 19. in 20. uro, največja hitrost pa je le 30 km/h.
Transalpina, ki jo večinoma uporabljajo turisti, ima omejitve hitrosti (največ 30 km/h) in nosilnost (največ 7,5 ton), prehod z enega konca na drugega traja najmanj 3 ure.
Rânca, novo razvito letovišče, leži proti južnemu koncu Transalpine.

## Športna tekmovanja
Vsako leto septembra na serpentinastem odseku DN67C med Novaci in Rânca poteka državno prvenstvo v hitrosti, etapa Rânca.
8. junija 2012 se je z vzponom iz Rânca na višini 2094 m končala 49. izdaja kolesarske turneje po Romuniji 2012, etapa na Transalpini.

## SKlici
1. ↑  »Transalpina, "drumul regelui"«. Adevarul. 5. avgust 2007.{{navedi splet}}:  Vzdrževanje CS1: url-status (povezava)
2. ↑  »Transalpina se redeschide de azi, pe unul dintre cele mai spectaculoase tronsoane ale sale«. Brasovmetropolitan.ro. 23. maj 2020.{{navedi splet}}:  Vzdrževanje CS1: url-status (povezava)
3. ↑  »Harta Transalpina«. Transalpina.biz. Pridobljeno 11. septembra 2020.{{navedi splet}}:  Vzdrževanje CS1: url-status (povezava)
4. ↑  »Transalpina, drumul ce leagă Oltenia de Ardeal«. Gazeta de Sud. 13. oktober 2008.{{navedi splet}}:  Vzdrževanje CS1: url-status (povezava)
5. ↑  »Cehii s-au îndrăgostit de Transalpina«. Gazeta de Sud. 23. junij 2020.{{navedi splet}}:  Vzdrževanje CS1: url-status (povezava)
6. ↑  »Translapina - Drumul Regelui. Un drum prin nori de-aproape 2000 de ani«. Transalpina.biz. Pridobljeno 11. septembra 2020.{{navedi splet}}:  Vzdrževanje CS1: url-status (povezava)
7. ↑  »Info util Transalpina«. Transalpina.biz. Pridobljeno 11. septembra 2020.{{navedi splet}}:  Vzdrževanje CS1: url-status (povezava)
8. ↑  »Drumul uitat«. Jurnalul.ro. 16. oktober 2007.{{navedi splet}}:  Vzdrževanje CS1: url-status (povezava)
9. ↑  »Curiozități despre Transalpina, drumul pe care să-l vezi în România«. PLAYTECH.ro. 14. marec 2018.{{navedi splet}}:  Vzdrževanje CS1: url-status (povezava)
10. ↑  »Transalpina: From the Devil's Path to the King's Road«. Uncover Romania. Arhivirano iz prvotnega spletišča dne 1. oktobra 2020. Pridobljeno 11. septembra 2020.
11. ↑  »Transfagarasan vs. Transalpina«. Romanian Tour Store. 14. september 2017.{{navedi splet}}:  Vzdrževanje CS1: url-status (povezava)
12. ↑  »Transalpina the highway in the sky«. World Travel Bug. Pridobljeno 11. septembra 2020.{{navedi splet}}:  Vzdrževanje CS1: url-status (povezava)
13. ↑  »Turismul montan«. CONSILIUL JUDEȚEAN GORJ.{{navedi splet}}:  Vzdrževanje CS1: url-status (povezava)
14. ↑  »FOTOGALERIE VIDEO Transalpina, cea mai înaltă şosea din ţară«. Adevarul. 12. avgust 2011.{{navedi splet}}:  Vzdrževanje CS1: url-status (povezava)
15. ↑  »Decizie in dosarul Transalpina. Modernizarea celebrei sosele, platita pana la capat controversatului afacerist Nelu Iordache«. Ziuanews.ro. 18. april 2020.{{navedi splet}}:  Vzdrževanje CS1: url-status (povezava)
16. ↑  »Transalpina se întoarce: prostie pură sau crimă cu premeditare?«. Realitatea. 15. april 2015.{{navedi splet}}:  Vzdrževanje CS1: url-status (povezava)
17. ↑  »Transalpina ajunge la DNA. Ludovic Orban și Varujan Vosganian, implicați într-un dosar cu prejudiciu de sute de milioane«. Capital.ro. 14. april 2015.{{navedi splet}}:  Vzdrževanje CS1: url-status (povezava)
18. ↑  »Cupa Gorjului la Raliu- Ranca 2008«. Arhivirano iz prvotnega spletišča dne 7. oktobra 2011. Pridobljeno 10. aprila 2022. Arhivirano 2011-10-07 na Wayback Machine.